# Batalla de Vinland (1010)
La batalla de Vinland es va produir en 1010 quan Thorfinn Karlsefni va arribar al Canadà, i va ser el primer explorador nòrdic que va arribara la recentment descoberta terra de Vinland en el mateix lloc que els seus predecessors Thorvald i Leif Eriksson. Segons la Saga d'Eric el Roig, va salpar amb tres naus i 140 homes.
En arribar a Vinland, la seva destinació, van trobar el raïm ja famós i el blat autoconreat que donava nom a la terra. Van passar un hivern molt dur en aquest lloc, on van sobreviure poc per la pesca, la caça a l'interior i recollint ous a l'illa. A l'estiu següent van navegar cap a l'illa de Hop on van tenir les primeres interaccions pacífiques amb els nadius, amb els quals van comerciar. Karlsefni va prohibir que els seus homes comerciessin les seves espases i llances, per la qual cosa van canviar principalment robes vermelles per les pells. Posteriorment, van poder descriure adequadament els habitants aborígens, dient: 
| « | Eren de curta alçada amb característiques amenaçadores i cabells enredats al cap. Els seus ulls eren grans i les seves galtes amples. | » |

Poc després els nòrdics van ser atacats per nadius que havien estat espantats per un brau que es va allunyar del seu campament. Es van veure obligats a retirar-se a un lloc fàcilment defensable i va fer front als seus atacants; al final de la batalla, dos dels seus homes havien mort, mentre que "molts dels indígenes" van ser assassinats. Igual que amb qualsevol lloc d'aquest país estranger, Karlsefni i els seus homes es van adonar que
| « | Malgrat tot el que la terra tenia per oferir-los, es trobarien sota constant amenaça d'atac dels indígenes. | » |

Després d'aquesta aventura van tornar a Groenlàndia, la seva excursió de tres anys seria l'establiment europeu al Nou Món més llarg fins l'inici dels viatges de Colom gairebé 500 anys després que iniciaren el comerç a gran escala entre ambdós continents.